# Lista di asteroidi (402001-403000)
Di seguito una lista di asteroidi dal numero 402001 al 403000 con data di scoperta e scopritore.

## 402001-402100
| Nome                  | Designazione provvisoria | Data di scoperta  | Scopritore                  |
| --------------------- | ------------------------ | ----------------- | --------------------------- |
| 402001 -              | 2003 PR8                 | 25 luglio 2003    | LINEAR                      |
| 402002 -              | 2003 QL                  | 18 agosto 2003    | CINEOS                      |
| 402003 -              | 2003 QG10                | 21 agosto 2003    | CINEOS                      |
| 402004 -              | 2003 QU32                | 21 agosto 2003    | CINEOS                      |
| 402005 -              | 2003 QV34                | 22 agosto 2003    | NEAT                        |
| 402006 -              | 2003 QY34                | 22 agosto 2003    | LINEAR                      |
| 402007 -              | 2003 QZ51                | 23 agosto 2003    | NEAT                        |
| 402008 Laborfalviróza | 2003 QZ69                | 26 agosto 2003    | Sárneczky, K., Sipőcz , B.  |
| 402009 -              | 2003 QV94                | 29 agosto 2003    | NEAT                        |
| 402010 -              | 2003 QP104               | 30 agosto 2003    | Spacewatch                  |
| 402011 -              | 2003 RN7                 | 5 settembre 2003  | LINEAR                      |
| 402012 -              | 2003 RF15                | 15 settembre 2003 | NEAT                        |
| 402013 -              | 2003 RZ24                | 15 settembre 2003 | NEAT                        |
| 402014 -              | 2003 RA27                | 4 settembre 2003  | CINEOS                      |
| 402015 -              | 2003 SY24                | 17 settembre 2003 | Spacewatch                  |
| 402016 -              | 2003 SB28                | 18 settembre 2003 | NEAT                        |
| 402017 -              | 2003 SD32                | 16 settembre 2003 | NEAT                        |
| 402018 -              | 2003 SK34                | 18 settembre 2003 | Spacewatch                  |
| 402019 -              | 2003 SE39                | 16 settembre 2003 | NEAT                        |
| 402020 -              | 2003 SU54                | 16 settembre 2003 | LONEOS                      |
| 402021 -              | 2003 SY59                | 17 settembre 2003 | LONEOS                      |
| 402022 -              | 2003 SK83                | 18 settembre 2003 | Spacewatch                  |
| 402023 -              | 2003 SP87                | 17 settembre 2003 | LINEAR                      |
| 402024 -              | 2003 SB88                | 17 settembre 2003 | Crni Vrh                    |
| 402025 -              | 2003 SA101               | 20 settembre 2003 | LINEAR                      |
| 402026 -              | 2003 SC113               | 16 settembre 2003 | Spacewatch                  |
| 402027 -              | 2003 SG155               | 19 settembre 2003 | LONEOS                      |
| 402028 -              | 2003 SV157               | 20 settembre 2003 | LINEAR                      |
| 402029 -              | 2003 SY164               | 20 settembre 2003 | LONEOS                      |
| 402030 -              | 2003 SH173               | 18 settembre 2003 | LINEAR                      |
| 402031 -              | 2003 SQ175               | 18 settembre 2003 | Spacewatch                  |
| 402032 -              | 2003 SD185               | 21 settembre 2003 | NEAT                        |
| 402033 -              | 2003 SE187               | 22 settembre 2003 | LONEOS                      |
| 402034 -              | 2003 SP206               | 25 settembre 2003 | NEAT                        |
| 402035 -              | 2003 SO209               | 24 settembre 2003 | Uppsala-DLR Asteroid Survey |
| 402036 -              | 2003 SB223               | 27 settembre 2003 | LINEAR                      |
| 402037 -              | 2003 SE224               | 25 settembre 2003 | Bickel, W.                  |
| 402038 -              | 2003 SQ229               | 27 settembre 2003 | Spacewatch                  |
| 402039 -              | 2003 SS229               | 27 settembre 2003 | Spacewatch                  |
| 402040 -              | 2003 SY245               | 26 settembre 2003 | LINEAR                      |
| 402041 -              | 2003 SV270               | 25 settembre 2003 | NEAT                        |
| 402042 -              | 2003 SK272               | 27 settembre 2003 | LINEAR                      |
| 402043 -              | 2003 ST274               | 28 settembre 2003 | Spacewatch                  |
| 402044 -              | 2003 SY277               | 30 settembre 2003 | LINEAR                      |
| 402045 -              | 2003 SP279               | 17 settembre 2003 | Spacewatch                  |
| 402046 -              | 2003 SD281               | 18 settembre 2003 | Spacewatch                  |
| 402047 -              | 2003 SR288               | 28 settembre 2003 | LINEAR                      |
| 402048 -              | 2003 SZ292               | 27 settembre 2003 | LINEAR                      |
| 402049 -              | 2003 SD301               | 17 settembre 2003 | NEAT                        |
| 402050 -              | 2003 SZ311               | 2 settembre 2003  | LINEAR                      |
| 402051 -              | 2003 SW314               | 20 settembre 2003 | Spacewatch                  |
| 402052 -              | 2003 SU323               | 16 settembre 2003 | Spacewatch                  |
| 402053 -              | 2003 SY328               | 21 settembre 2003 | Spacewatch                  |
| 402054 -              | 2003 SF330               | 26 settembre 2003 | Sloan Digital Sky Survey    |
| 402055 -              | 2003 SN333               | 26 settembre 2003 | Sloan Digital Sky Survey    |
| 402056 -              | 2003 SM338               | 26 settembre 2003 | Sloan Digital Sky Survey    |
| 402057 -              | 2003 SX348               | 18 settembre 2003 | Spacewatch                  |
| 402058 -              | 2003 ST372               | 26 settembre 2003 | Sloan Digital Sky Survey    |
| 402059 -              | 2003 SJ395               | 26 settembre 2003 | Sloan Digital Sky Survey    |
| 402060 -              | 2003 SF403               | 16 settembre 2003 | Spacewatch                  |
| 402061 -              | 2003 SX427               | 16 settembre 2003 | Spacewatch                  |
| 402062 -              | 2003 SE428               | 16 settembre 2003 | Spacewatch                  |
| 402063 -              | 2003 SU430               | 30 settembre 2003 | Spacewatch                  |
| 402064 -              | 2003 TW6                 | 17 settembre 2003 | LINEAR                      |
| 402065 -              | 2003 TE10                | 15 ottobre 2003   | LINEAR                      |
| 402066 -              | 2003 TY12                | 1º ottobre 2003   | Spacewatch                  |
| 402067 -              | 2003 TF26                | 1º ottobre 2003   | Spacewatch                  |
| 402068 -              | 2003 TB38                | 2 ottobre 2003    | Spacewatch                  |
| 402069 -              | 2003 TV44                | 3 ottobre 2003    | Spacewatch                  |
| 402070 -              | 2003 UB25                | 20 ottobre 2003   | McClusky, J. V.             |
| 402071 -              | 2003 UD29                | 19 ottobre 2003   | Spacewatch                  |
| 402072 -              | 2003 UW32                | 16 ottobre 2003   | Spacewatch                  |
| 402073 -              | 2003 UE107               | 19 ottobre 2003   | LONEOS                      |
| 402074 -              | 2003 UE113               | 20 ottobre 2003   | LINEAR                      |
| 402075 -              | 2003 UG128               | 21 ottobre 2003   | Spacewatch                  |
| 402076 -              | 2003 UF193               | 20 ottobre 2003   | Spacewatch                  |
| 402077 -              | 2003 US199               | 21 ottobre 2003   | LINEAR                      |
| 402078 -              | 2003 UM202               | 21 ottobre 2003   | LINEAR                      |
| 402079 -              | 2003 UX208               | 22 settembre 2003 | Spacewatch                  |
| 402080 -              | 2003 UP209               | 23 ottobre 2003   | Spacewatch                  |
| 402081 -              | 2003 UB214               | 24 ottobre 2003   | LINEAR                      |
| 402082 -              | 2003 UK214               | 24 ottobre 2003   | LINEAR                      |
| 402083 -              | 2003 UH215               | 21 ottobre 2003   | Spacewatch                  |
| 402084 -              | 2003 UC225               | 22 ottobre 2003   | Spacewatch                  |
| 402085 -              | 2003 UN226               | 22 ottobre 2003   | Spacewatch                  |
| 402086 -              | 2003 UO233               | 24 ottobre 2003   | Spacewatch                  |
| 402087 -              | 2003 UN241               | 24 ottobre 2003   | LINEAR                      |
| 402088 -              | 2003 UN255               | 25 ottobre 2003   | LINEAR                      |
| 402089 -              | 2003 UP255               | 25 ottobre 2003   | LINEAR                      |
| 402090 -              | 2003 UU255               | 21 ottobre 2003   | LINEAR                      |
| 402091 -              | 2003 UC267               | 28 ottobre 2003   | LINEAR                      |
| 402092 -              | 2003 UG268               | 28 ottobre 2003   | LINEAR                      |
| 402093 -              | 2003 UF280               | 27 ottobre 2003   | LINEAR                      |
| 402094 -              | 2003 UQ297               | 16 ottobre 2003   | Spacewatch                  |
| 402095 -              | 2003 UC308               | 18 ottobre 2003   | Spacewatch                  |
| 402096 -              | 2003 US315               | 20 ottobre 2003   | Spacewatch                  |
| 402097 -              | 2003 UP317               | 22 ottobre 2003   | Sloan Digital Sky Survey    |
| 402098 -              | 2003 WK3                 | 24 ottobre 2003   | LINEAR                      |
| 402099 -              | 2003 WN13                | 16 novembre 2003  | Spacewatch                  |
| 402100 -              | 2003 WW38                | 19 novembre 2003  | LINEAR                      |

## 402101-402200
| Nome     | Designazione provvisoria | Data di scoperta  | Scopritore           |
| -------- | ------------------------ | ----------------- | -------------------- |
| 402101 - | 2003 WD65                | 19 novembre 2003  | Spacewatch           |
| 402102 - | 2003 WX106               | 22 novembre 2003  | Spacewatch           |
| 402103 - | 2003 WM109               | 20 novembre 2003  | LINEAR               |
| 402104 - | 2003 WT158               | 28 novembre 2003  | Spacewatch           |
| 402105 - | 2003 XP12                | 14 dicembre 2003  | NEAT                 |
| 402106 - | 2003 XQ24                | 20 novembre 2003  | Spacewatch           |
| 402107 - | 2003 YB47                | 17 dicembre 2003  | Spacewatch           |
| 402108 - | 2003 YZ89                | 19 dicembre 2003  | Spacewatch           |
| 402109 - | 2004 AS9                 | 15 gennaio 2004   | Spacewatch           |
| 402110 - | 2004 BE20                | 18 gennaio 2004   | NEAT                 |
| 402111 - | 2004 BZ65                | 22 gennaio 2004   | LINEAR               |
| 402112 - | 2004 BO102               | 31 gennaio 2004   | CINEOS               |
| 402113 - | 2004 BY105               | 26 gennaio 2004   | LONEOS               |
| 402114 - | 2004 BA112               | 24 gennaio 2004   | LINEAR               |
| 402115 - | 2004 BK162               | 30 gennaio 2004   | LINEAR               |
| 402116 - | 2004 CT2                 | 12 febbraio 2004  | Tucker, R. A.        |
| 402117 - | 2004 CN12                | 11 febbraio 2004  | Spacewatch           |
| 402118 - | 2004 CB18                | 10 febbraio 2004  | NEAT                 |
| 402119 - | 2004 CM39                | 13 febbraio 2004  | Bareggio             |
| 402120 - | 2004 CJ55                | 12 febbraio 2004  | Spacewatch           |
| 402121 - | 2004 CP118               | 11 febbraio 2004  | Spacewatch           |
| 402122 - | 2004 DR28                | 17 febbraio 2004  | Spacewatch           |
| 402123 - | 2004 EK3                 | 10 marzo 2004     | NEAT                 |
| 402124 - | 2004 ER36                | 26 febbraio 2004  | LINEAR               |
| 402125 - | 2004 ER52                | 15 marzo 2004     | CSS                  |
| 402126 - | 2004 EW92                | 15 marzo 2004     | LINEAR               |
| 402127 - | 2004 FK119               | 23 marzo 2004     | Spacewatch           |
| 402128 - | 2004 GE30                | 12 aprile 2004    | Spacewatch           |
| 402129 - | 2004 GS76                | 15 aprile 2004    | LINEAR               |
| 402130 - | 2004 HS42                | 20 aprile 2004    | LINEAR               |
| 402131 - | 2004 LB30                | 14 giugno 2004    | Spacewatch           |
| 402132 - | 2004 OR1                 | 16 luglio 2004    | LINEAR               |
| 402133 - | 2004 PN26                | 8 agosto 2004     | LINEAR               |
| 402134 - | 2004 PD29                | 6 agosto 2004     | CINEOS               |
| 402135 - | 2004 PY29                | 7 agosto 2004     | NEAT                 |
| 402136 - | 2004 PE60                | 9 agosto 2004     | LINEAR               |
| 402137 - | 2004 PP93                | 12 agosto 2004    | LINEAR               |
| 402138 - | 2004 PC97                | 11 agosto 2004    | LINEAR               |
| 402139 - | 2004 QN3                 | 17 agosto 2004    | LINEAR               |
| 402140 - | 2004 QX3                 | 16 agosto 2004    | NEAT                 |
| 402141 - | 2004 RU2                 | 5 settembre 2004  | Bickel, W.           |
| 402142 - | 2004 RT14                | 6 settembre 2004  | Siding Spring Survey |
| 402143 - | 2004 RM26                | 6 settembre 2004  | NEAT                 |
| 402144 - | 2004 RR28                | 12 agosto 2004    | CINEOS               |
| 402145 - | 2004 RM41                | 7 settembre 2004  | LINEAR               |
| 402146 - | 2004 RQ49                | 8 settembre 2004  | LINEAR               |
| 402147 - | 2004 RV67                | 15 gennaio 1996   | Spacewatch           |
| 402148 - | 2004 RH74                | 8 settembre 2004  | LINEAR               |
| 402149 - | 2004 RM113               | 7 settembre 2004  | LINEAR               |
| 402150 - | 2004 RR139               | 8 settembre 2004  | LINEAR               |
| 402151 - | 2004 RX146               | 9 settembre 2004  | LINEAR               |
| 402152 - | 2004 RQ156               | 10 settembre 2004 | LINEAR               |
| 402153 - | 2004 RS162               | 11 settembre 2004 | LINEAR               |
| 402154 - | 2004 RF184               | 10 settembre 2004 | LINEAR               |
| 402155 - | 2004 RR192               | 10 settembre 2004 | LINEAR               |
| 402156 - | 2004 RE196               | 10 settembre 2004 | LINEAR               |
| 402157 - | 2004 RN198               | 10 settembre 2004 | LINEAR               |
| 402158 - | 2004 RW203               | 10 settembre 2004 | LINEAR               |
| 402159 - | 2004 RM216               | 11 settembre 2004 | LINEAR               |
| 402160 - | 2004 RB228               | 9 settembre 2004  | Spacewatch           |
| 402161 - | 2004 RK228               | 9 settembre 2004  | Spacewatch           |
| 402162 - | 2004 RE229               | 9 settembre 2004  | Spacewatch           |
| 402163 - | 2004 RB241               | 10 settembre 2004 | Spacewatch           |
| 402164 - | 2004 RK257               | 9 settembre 2004  | LONEOS               |
| 402165 - | 2004 RY265               | 10 settembre 2004 | Spacewatch           |
| 402166 - | 2004 RK268               | 11 settembre 2004 | Spacewatch           |
| 402167 - | 2004 RX304               | 8 settembre 2004  | LINEAR               |
| 402168 - | 2004 RB323               | 13 settembre 2004 | LINEAR               |
| 402169 - | 2004 RW329               | 12 settembre 2004 | Spacewatch           |
| 402170 - | 2004 RJ336               | 15 settembre 2004 | Spacewatch           |
| 402171 - | 2004 RX342               | 12 settembre 2004 | Spacewatch           |
| 402172 - | 2004 SP36                | 8 settembre 2004  | LINEAR               |
| 402173 - | 2004 SU44                | 18 settembre 2004 | LINEAR               |
| 402174 - | 2004 SX50                | 22 settembre 2004 | Spacewatch           |
| 402175 - | 2004 TG4                 | 4 ottobre 2004    | Spacewatch           |
| 402176 - | 2004 TY31                | 4 ottobre 2004    | Spacewatch           |
| 402177 - | 2004 TQ33                | 4 ottobre 2004    | Spacewatch           |
| 402178 - | 2004 TS40                | 4 ottobre 2004    | Spacewatch           |
| 402179 - | 2004 TV50                | 4 ottobre 2004    | Spacewatch           |
| 402180 - | 2004 TV67                | 5 ottobre 2004    | LONEOS               |
| 402181 - | 2004 TF73                | 6 ottobre 2004    | Spacewatch           |
| 402182 - | 2004 TP73                | 6 ottobre 2004    | Spacewatch           |
| 402183 - | 2004 TF87                | 5 ottobre 2004    | Spacewatch           |
| 402184 - | 2004 TZ97                | 5 ottobre 2004    | Spacewatch           |
| 402185 - | 2004 TC98                | 7 settembre 2004  | Spacewatch           |
| 402186 - | 2004 TN101               | 6 ottobre 2004    | Spacewatch           |
| 402187 - | 2004 TN105               | 7 ottobre 2004    | Spacewatch           |
| 402188 - | 2004 TQ111               | 7 ottobre 2004    | Spacewatch           |
| 402189 - | 2004 TN139               | 9 ottobre 2004    | LONEOS               |
| 402190 - | 2004 TA149               | 6 ottobre 2004    | Spacewatch           |
| 402191 - | 2004 TR161               | 6 ottobre 2004    | Spacewatch           |
| 402192 - | 2004 TQ162               | 6 ottobre 2004    | Spacewatch           |
| 402193 - | 2004 TR185               | 7 ottobre 2004    | Spacewatch           |
| 402194 - | 2004 TU203               | 7 ottobre 2004    | Spacewatch           |
| 402195 - | 2004 TE212               | 8 ottobre 2004    | Spacewatch           |
| 402196 - | 2004 TX218               | 5 ottobre 2004    | Spacewatch           |
| 402197 - | 2004 TJ228               | 7 settembre 2004  | Spacewatch           |
| 402198 - | 2004 TK277               | 9 ottobre 2004    | Spacewatch           |
| 402199 - | 2004 TR285               | 8 ottobre 2004    | LINEAR               |
| 402200 - | 2004 TE287               | 9 ottobre 2004    | Spacewatch           |

## 402201-402300
| Nome     | Designazione provvisoria | Data di scoperta  | Scopritore               |
| -------- | ------------------------ | ----------------- | ------------------------ |
| 402201 - | 2004 TX367               | 6 ottobre 2004    | Spacewatch               |
| 402202 - | 2004 VC14                | 4 novembre 2004   | LONEOS                   |
| 402203 - | 2004 VW20                | 4 novembre 2004   | CSS                      |
| 402204 - | 2004 VZ74                | 12 novembre 2004  | CSS                      |
| 402205 - | 2004 VU88                | 10 ottobre 2004   | Spacewatch               |
| 402206 - | 2004 VE112               | 3 novembre 2004   | LONEOS                   |
| 402207 - | 2004 WO1                 | 17 novembre 2004  | CINEOS                   |
| 402208 - | 2004 XN9                 | 15 ottobre 2004   | Mt. Lemmon Survey        |
| 402209 - | 2004 XL42                | 2 dicembre 2004   | CSS                      |
| 402210 - | 2004 XJ118               | 12 dicembre 2004  | Spacewatch               |
| 402211 - | 2004 XJ119               | 12 dicembre 2004  | Spacewatch               |
| 402212 - | 2004 XE124               | 10 dicembre 2004  | LINEAR                   |
| 402213 - | 2004 XG146               | 14 dicembre 2004  | LINEAR                   |
| 402214 - | 2004 XV165               | 2 dicembre 2004   | LINEAR                   |
| 402215 - | 2004 YW13                | 18 dicembre 2004  | Mt. Lemmon Survey        |
| 402216 - | 2005 AQ30                | 9 gennaio 2005    | CSS                      |
| 402217 - | 2005 AY30                | 16 dicembre 2004  | Spacewatch               |
| 402218 - | 2005 AE37                | 13 gennaio 2005   | LINEAR                   |
| 402219 - | 2005 AM46                | 11 gennaio 2005   | LINEAR                   |
| 402220 - | 2005 AV54                | 15 gennaio 2005   | CSS                      |
| 402221 - | 2005 CF39                | 9 febbraio 2005   | Boattini, A., Scholl, H. |
| 402222 - | 2005 CZ64                | 9 febbraio 2005   | Mt. Lemmon Survey        |
| 402223 - | 2005 EH108               | 4 marzo 2005      | CSS                      |
| 402224 - | 2005 EM145               | 10 marzo 2005     | Mt. Lemmon Survey        |
| 402225 - | 2005 EH151               | 10 marzo 2005     | Spacewatch               |
| 402226 - | 2005 EV152               | 10 marzo 2005     | Spacewatch               |
| 402227 - | 2005 EJ206               | 13 marzo 2005     | CSS                      |
| 402228 - | 2005 EK207               | 8 marzo 2005      | LONEOS                   |
| 402229 - | 2005 EH245               | 2 marzo 2001      | Spacewatch               |
| 402230 - | 2005 GX1                 | 1º aprile 2005    | Spacewatch               |
| 402231 - | 2005 GB45                | 5 aprile 2005     | Mt. Lemmon Survey        |
| 402232 - | 2005 GN50                | 5 aprile 2005     | Spacewatch               |
| 402233 - | 2005 GG52                | 2 aprile 2005     | Mt. Lemmon Survey        |
| 402234 - | 2005 GA67                | 2 aprile 2005     | Mt. Lemmon Survey        |
| 402235 - | 2005 GE87                | 4 aprile 2005     | Mt. Lemmon Survey        |
| 402236 - | 2005 GK100               | 9 aprile 2005     | Mt. Lemmon Survey        |
| 402237 - | 2005 GR146               | 11 marzo 2005     | Mt. Lemmon Survey        |
| 402238 - | 2005 GG159               | 12 aprile 2005    | LONEOS                   |
| 402239 - | 2005 GK221               | 6 aprile 2005     | CSS                      |
| 402240 - | 2005 JW87                | 10 maggio 2005    | Spacewatch               |
| 402241 - | 2005 JH111               | 8 maggio 2005     | LONEOS                   |
| 402242 - | 2005 JV125               | 11 maggio 2005    | Spacewatch               |
| 402243 - | 2005 JF135               | 14 maggio 2005    | Mt. Lemmon Survey        |
| 402244 - | 2005 JJ137               | 4 maggio 2005     | Spacewatch               |
| 402245 - | 2005 JO137               | 13 maggio 2005    | Spacewatch               |
| 402246 - | 2005 KN7                 | 20 maggio 2005    | NEAT                     |
| 402247 - | 2005 KH11                | 31 maggio 2005    | CSS                      |
| 402248 - | 2005 LZ31                | 1º giugno 2005    | Spacewatch               |
| 402249 - | 2005 LF39                | 3 giugno 2005     | Spacewatch               |
| 402250 - | 2005 MK                  | 16 giugno 2005    | Mt. Lemmon Survey        |
| 402251 - | 2005 MP27                | 18 giugno 2005    | Mt. Lemmon Survey        |
| 402252 - | 2005 MX27                | 29 giugno 2005    | Spacewatch               |
| 402253 - | 2005 ME48                | 29 giugno 2005    | Spacewatch               |
| 402254 - | 2005 NH6                 | 4 luglio 2005     | Mt. Lemmon Survey        |
| 402255 - | 2005 NY11                | 4 luglio 2005     | Spacewatch               |
| 402256 - | 2005 NR18                | 4 luglio 2005     | Mt. Lemmon Survey        |
| 402257 - | 2005 OF18                | 12 luglio 2005    | Spacewatch               |
| 402258 - | 2005 PU10                | 4 agosto 2005     | NEAT                     |
| 402259 - | 2005 QE45                | 26 agosto 2005    | NEAT                     |
| 402260 - | 2005 QU73                | 2 agosto 2005     | LINEAR                   |
| 402261 - | 2005 QV81                | 29 agosto 2005    | LINEAR                   |
| 402262 - | 2005 QZ122               | 28 agosto 2005    | Spacewatch               |
| 402263 - | 2005 QO131               | 28 agosto 2005    | Spacewatch               |
| 402264 - | 2005 QU135               | 28 agosto 2005    | Spacewatch               |
| 402265 - | 2005 QD157               | 30 agosto 2005    | NEAT                     |
| 402266 - | 2005 QM164               | 31 agosto 2005    | NEAT                     |
| 402267 - | 2005 QE166               | 30 agosto 2005    | LONEOS                   |
| 402268 - | 2005 QE169               | 29 agosto 2005    | NEAT                     |
| 402269 - | 2005 QP172               | 29 agosto 2005    | NEAT                     |
| 402270 - | 2005 QB188               | 29 agosto 2005    | Spacewatch               |
| 402271 - | 2005 QD190               | 31 agosto 2005    | Spacewatch               |
| 402272 - | 2005 RS19                | 1º settembre 2005 | Spacewatch               |
| 402273 - | 2005 RF27                | 10 settembre 2005 | LONEOS                   |
| 402274 - | 2005 SC13                | 24 settembre 2005 | Spacewatch               |
| 402275 - | 2005 SR20                | 25 settembre 2005 | CSS                      |
| 402276 - | 2005 SR27                | 23 settembre 2005 | Spacewatch               |
| 402277 - | 2005 SU53                | 25 settembre 2005 | Spacewatch               |
| 402278 - | 2005 SS91                | 24 settembre 2005 | Spacewatch               |
| 402279 - | 2005 SP96                | 25 settembre 2005 | Spacewatch               |
| 402280 - | 2005 SU98                | 25 settembre 2005 | Spacewatch               |
| 402281 - | 2005 SC118               | 28 settembre 2005 | NEAT                     |
| 402282 - | 2005 SU121               | 29 settembre 2005 | LONEOS                   |
| 402283 - | 2005 SR141               | 25 settembre 2005 | Spacewatch               |
| 402284 - | 2005 SL162               | 27 settembre 2005 | Spacewatch               |
| 402285 - | 2005 SE164               | 27 settembre 2005 | NEAT                     |
| 402286 - | 2005 SR174               | 29 settembre 2005 | Spacewatch               |
| 402287 - | 2005 ST175               | 29 settembre 2005 | Spacewatch               |
| 402288 - | 2005 SP180               | 29 settembre 2005 | Mt. Lemmon Survey        |
| 402289 - | 2005 SZ192               | 29 settembre 2005 | Spacewatch               |
| 402290 - | 2005 SC197               | 30 settembre 2005 | Spacewatch               |
| 402291 - | 2005 SH200               | 30 settembre 2005 | Spacewatch               |
| 402292 - | 2005 SS200               | 30 settembre 2005 | Spacewatch               |
| 402293 - | 2005 SB207               | 30 settembre 2005 | Tucker, R. A.            |
| 402294 - | 2005 SR212               | 30 settembre 2005 | Mt. Lemmon Survey        |
| 402295 - | 2005 SW221               | 27 settembre 2005 | LINEAR                   |
| 402296 - | 2005 SB241               | 30 settembre 2005 | Spacewatch               |
| 402297 - | 2005 SH242               | 12 settembre 2005 | Spacewatch               |
| 402298 - | 2005 SL242               | 30 settembre 2005 | Spacewatch               |
| 402299 - | 2005 SN245               | 30 settembre 2005 | Mt. Lemmon Survey        |
| 402300 - | 2005 SX247               | 30 settembre 2005 | Spacewatch               |

## 402301-402400
| Nome     | Designazione provvisoria | Data di scoperta  | Scopritore        |
| -------- | ------------------------ | ----------------- | ----------------- |
| 402301 - | 2005 SZ249               | 23 settembre 2005 | CSS               |
| 402302 - | 2005 SS279               | 23 settembre 2005 | Spacewatch        |
| 402303 - | 2005 SF280               | 25 settembre 2005 | Spacewatch        |
| 402304 - | 2005 SC290               | 29 settembre 2005 | Spacewatch        |
| 402305 - | 2005 TO30                | 31 agosto 2005    | LONEOS            |
| 402306 - | 2005 TK35                | 1º ottobre 2005   | Spacewatch        |
| 402307 - | 2005 TN43                | 30 settembre 2005 | Mt. Lemmon Survey |
| 402308 - | 2005 TS50                | 17 giugno 2005    | Mt. Lemmon Survey |
| 402309 - | 2005 TL78                | 25 settembre 2005 | Spacewatch        |
| 402310 - | 2005 TV87                | 5 ottobre 2005    | Spacewatch        |
| 402311 - | 2005 TH110               | 7 ottobre 2005    | Spacewatch        |
| 402312 - | 2005 TK111               | 7 ottobre 2005    | Spacewatch        |
| 402313 - | 2005 TH118               | 26 settembre 2005 | Spacewatch        |
| 402314 - | 2005 TD123               | 26 settembre 2005 | Spacewatch        |
| 402315 - | 2005 TL124               | 7 ottobre 2005    | Spacewatch        |
| 402316 - | 2005 TC125               | 7 ottobre 2005    | Spacewatch        |
| 402317 - | 2005 TR125               | 7 ottobre 2005    | Spacewatch        |
| 402318 - | 2005 TD136               | 30 settembre 2005 | LONEOS            |
| 402319 - | 2005 TH137               | 6 ottobre 2005    | Spacewatch        |
| 402320 - | 2005 TF143               | 8 ottobre 2005    | Spacewatch        |
| 402321 - | 2005 TH159               | 28 settembre 2005 | Spacewatch        |
| 402322 - | 2005 TF177               | 1º ottobre 2005   | Mt. Lemmon Survey |
| 402323 - | 2005 UZ3                 | 26 ottobre 2005   | Ryan, W. H.       |
| 402324 - | 2005 UO32                | 1º ottobre 2005   | Mt. Lemmon Survey |
| 402325 - | 2005 UF56                | 23 ottobre 2005   | CSS               |
| 402326 - | 2005 UB72                | 1º ottobre 2005   | Spacewatch        |
| 402327 - | 2005 US84                | 22 ottobre 2005   | Spacewatch        |
| 402328 - | 2005 UJ88                | 22 ottobre 2005   | Spacewatch        |
| 402329 - | 2005 UO89                | 22 ottobre 2005   | Spacewatch        |
| 402330 - | 2005 UB120               | 24 ottobre 2005   | Spacewatch        |
| 402331 - | 2005 UH168               | 24 ottobre 2005   | Spacewatch        |
| 402332 - | 2005 UX197               | 1º ottobre 2005   | Mt. Lemmon Survey |
| 402333 - | 2005 UT206               | 1º ottobre 2005   | Spacewatch        |
| 402334 - | 2005 UV271               | 28 ottobre 2005   | Spacewatch        |
| 402335 - | 2005 UY287               | 26 ottobre 2005   | Spacewatch        |
| 402336 - | 2005 UA291               | 26 ottobre 2005   | Spacewatch        |
| 402337 - | 2005 UN323               | 28 ottobre 2005   | Spacewatch        |
| 402338 - | 2005 UC341               | 27 ottobre 2005   | Spacewatch        |
| 402339 - | 2005 UJ343               | 31 ottobre 2005   | Spacewatch        |
| 402340 - | 2005 UD371               | 27 ottobre 2005   | Mt. Lemmon Survey |
| 402341 - | 2005 US400               | 27 ottobre 2005   | Mt. Lemmon Survey |
| 402342 - | 2005 UG429               | 28 ottobre 2005   | Spacewatch        |
| 402343 - | 2005 UC461               | 28 ottobre 2005   | Mt. Lemmon Survey |
| 402344 - | 2005 UL500               | 27 ottobre 2005   | CSS               |
| 402345 - | 2005 UB511               | 26 ottobre 2005   | Spacewatch        |
| 402346 - | 2005 UM521               | 26 ottobre 2005   | Becker, A. C.     |
| 402347 - | 2005 UQ521               | 26 ottobre 2005   | Becker, A. C.     |
| 402348 - | 2005 UZ522               | 27 ottobre 2005   | Becker, A. C.     |
| 402349 - | 2005 UR527               | 27 ottobre 2005   | Mt. Lemmon Survey |
| 402350 - | 2005 VO8                 | 25 ottobre 2005   | Spacewatch        |
| 402351 - | 2005 VY31                | 25 ottobre 2005   | Mt. Lemmon Survey |
| 402352 - | 2005 VF54                | 4 novembre 2005   | Spacewatch        |
| 402353 - | 2005 VC55                | 4 novembre 2005   | CSS               |
| 402354 - | 2005 VK58                | 25 ottobre 2005   | Spacewatch        |
| 402355 - | 2005 VW76                | 4 novembre 2005   | LINEAR            |
| 402356 - | 2005 VX87                | 29 ottobre 2005   | Spacewatch        |
| 402357 - | 2005 VL113               | 10 novembre 2005  | Spacewatch        |
| 402358 - | 2005 VU117               | 12 novembre 2005  | Spacewatch        |
| 402359 - | 2005 VE124               | 5 novembre 2005   | Spacewatch        |
| 402360 - | 2005 VQ130               | 1º novembre 2005  | Becker, A. C.     |
| 402361 - | 2005 VV134               | 1º novembre 2005  | Wiegert, P. A.    |
| 402362 - | 2005 WL17                | 22 novembre 2005  | Spacewatch        |
| 402363 - | 2005 WW18                | 22 novembre 2005  | Spacewatch        |
| 402364 - | 2005 WB28                | 21 novembre 2005  | Spacewatch        |
| 402365 - | 2005 WC38                | 22 novembre 2005  | Spacewatch        |
| 402366 - | 2005 WP42                | 21 novembre 2005  | Spacewatch        |
| 402367 - | 2005 WD62                | 25 novembre 2005  | Spacewatch        |
| 402368 - | 2005 WT135               | 26 novembre 2005  | Spacewatch        |
| 402369 - | 2005 WY154               | 29 novembre 2005  | Spacewatch        |
| 402370 - | 2005 WH178               | 30 novembre 2005  | Spacewatch        |
| 402371 - | 2005 WN210               | 25 novembre 2005  | Mt. Lemmon Survey |
| 402372 - | 2005 WO210               | 25 novembre 2005  | Spacewatch        |
| 402373 - | 2005 XG4                 | 3 dicembre 2005   | Ferrando, R.      |
| 402374 - | 2005 XO21                | 1º novembre 2005  | Spacewatch        |
| 402375 - | 2005 XX31                | 2 dicembre 2005   | Mt. Lemmon Survey |
| 402376 - | 2005 XT43                | 2 dicembre 2005   | Spacewatch        |
| 402377 - | 2005 XJ75                | 6 dicembre 2005   | Spacewatch        |
| 402378 - | 2005 XS84                | 10 dicembre 2005  | CSS               |
| 402379 - | 2005 XO110               | 1º dicembre 2005  | Buie, M. W.       |
| 402380 - | 2005 YC21                | 4 dicembre 2005   | Mt. Lemmon Survey |
| 402381 - | 2005 YK53                | 22 dicembre 2005  | Spacewatch        |
| 402382 - | 2005 YY64                | 25 dicembre 2005  | Spacewatch        |
| 402383 - | 2005 YY68                | 26 dicembre 2005  | Spacewatch        |
| 402384 - | 2005 YC69                | 5 dicembre 2005   | Mt. Lemmon Survey |
| 402385 - | 2005 YX69                | 26 dicembre 2005  | Spacewatch        |
| 402386 - | 2005 YX70                | 27 dicembre 2005  | CSS               |
| 402387 - | 2005 YM71                | 24 dicembre 2005  | Spacewatch        |
| 402388 - | 2005 YT72                | 24 dicembre 2005  | Spacewatch        |
| 402389 - | 2005 YU77                | 27 ottobre 2005   | Mt. Lemmon Survey |
| 402390 - | 2005 YZ78                | 24 dicembre 2005  | Spacewatch        |
| 402391 - | 2005 YL79                | 24 dicembre 2005  | Spacewatch        |
| 402392 - | 2005 YE83                | 24 dicembre 2005  | Spacewatch        |
| 402393 - | 2005 YM88                | 25 dicembre 2005  | Mt. Lemmon Survey |
| 402394 - | 2005 YM90                | 30 novembre 2005  | Mt. Lemmon Survey |
| 402395 - | 2005 YW97                | 24 dicembre 2005  | Spacewatch        |
| 402396 - | 2005 YM98                | 26 dicembre 2005  | Spacewatch        |
| 402397 - | 2005 YA104               | 25 dicembre 2005  | Spacewatch        |
| 402398 - | 2005 YX114               | 25 dicembre 2005  | Spacewatch        |
| 402399 - | 2005 YJ116               | 25 dicembre 2005  | Spacewatch        |
| 402400 - | 2005 YJ118               | 25 dicembre 2005  | Spacewatch        |

## 402401-402500
| Nome     | Designazione provvisoria | Data di scoperta | Scopritore        |
| -------- | ------------------------ | ---------------- | ----------------- |
| 402401 - | 2005 YL120               | 27 dicembre 2005 | Mt. Lemmon Survey |
| 402402 - | 2005 YJ123               | 24 dicembre 2005 | LINEAR            |
| 402403 - | 2005 YH128               | 28 dicembre 2005 | Mt. Lemmon Survey |
| 402404 - | 2005 YG129               | 24 dicembre 2005 | Spacewatch        |
| 402405 - | 2005 YU132               | 10 novembre 2005 | Mt. Lemmon Survey |
| 402406 - | 2005 YR134               | 26 dicembre 2005 | Spacewatch        |
| 402407 - | 2005 YA139               | 27 dicembre 2005 | Mt. Lemmon Survey |
| 402408 - | 2005 YT142               | 28 dicembre 2005 | Mt. Lemmon Survey |
| 402409 - | 2005 YR148               | 25 dicembre 2005 | Spacewatch        |
| 402410 - | 2005 YP150               | 25 dicembre 2005 | Spacewatch        |
| 402411 - | 2005 YO154               | 29 dicembre 2005 | Spacewatch        |
| 402412 - | 2005 YH158               | 2 dicembre 2005  | Mt. Lemmon Survey |
| 402413 - | 2005 YY169               | 31 dicembre 2005 | Spacewatch        |
| 402414 - | 2005 YP179               | 1º dicembre 2005 | Mt. Lemmon Survey |
| 402415 - | 2005 YV191               | 30 dicembre 2005 | Spacewatch        |
| 402416 - | 2005 YL192               | 30 dicembre 2005 | Spacewatch        |
| 402417 - | 2005 YV196               | 2 dicembre 2005  | Mt. Lemmon Survey |
| 402418 - | 2005 YH201               | 22 dicembre 2005 | Spacewatch        |
| 402419 - | 2005 YJ208               | 29 dicembre 2005 | NEAT              |
| 402420 - | 2005 YK208               | 30 dicembre 2005 | CSS               |
| 402421 - | 2005 YG235               | 5 dicembre 2005  | Mt. Lemmon Survey |
| 402422 - | 2005 YH270               | 27 dicembre 2005 | Spacewatch        |
| 402423 - | 2005 YC274               | 30 dicembre 2005 | Mt. Lemmon Survey |
| 402424 - | 2006 AR11                | 2 gennaio 2006   | Mt. Lemmon Survey |
| 402425 - | 2006 AO26                | 26 dicembre 2005 | Spacewatch        |
| 402426 - | 2006 AW30                | 5 gennaio 2006   | Spacewatch        |
| 402427 - | 2006 AN33                | 2 gennaio 2006   | CSS               |
| 402428 - | 2006 AC36                | 4 gennaio 2006   | Spacewatch        |
| 402429 - | 2006 AG36                | 4 gennaio 2006   | Spacewatch        |
| 402430 - | 2006 AP40                | 25 dicembre 2005 | Mt. Lemmon Survey |
| 402431 - | 2006 AK42                | 6 gennaio 2006   | Mt. Lemmon Survey |
| 402432 - | 2006 AE49                | 5 gennaio 2006   | Spacewatch        |
| 402433 - | 2006 AD61                | 5 gennaio 2006   | Spacewatch        |
| 402434 - | 2006 AX64                | 2 dicembre 2005  | Mt. Lemmon Survey |
| 402435 - | 2006 AD84                | 6 gennaio 2006   | CSS               |
| 402436 - | 2006 AM93                | 7 gennaio 2006   | Mt. Lemmon Survey |
| 402437 - | 2006 AW96                | 1º gennaio 2006  | CSS               |
| 402438 - | 2006 AK101               | 22 ottobre 1998  | ODAS              |
| 402439 - | 2006 BZ12                | 8 gennaio 2006   | Mt. Lemmon Survey |
| 402440 - | 2006 BE31                | 20 gennaio 2006  | Spacewatch        |
| 402441 - | 2006 BJ31                | 20 gennaio 2006  | Spacewatch        |
| 402442 - | 2006 BQ34                | 22 gennaio 2006  | Mt. Lemmon Survey |
| 402443 - | 2006 BX35                | 28 dicembre 2005 | Mt. Lemmon Survey |
| 402444 - | 2006 BS44                | 23 gennaio 2006  | Mt. Lemmon Survey |
| 402445 - | 2006 BV45                | 7 gennaio 2006   | Mt. Lemmon Survey |
| 402446 - | 2006 BN52                | 5 gennaio 2006   | Mt. Lemmon Survey |
| 402447 - | 2006 BK55                | 26 gennaio 2006  | Mt. Lemmon Survey |
| 402448 - | 2006 BX58                | 23 gennaio 2006  | Healy, D.         |
| 402449 - | 2006 BE59                | 23 gennaio 2006  | Mt. Lemmon Survey |
| 402450 - | 2006 BP63                | 22 gennaio 2006  | Mt. Lemmon Survey |
| 402451 - | 2006 BC64                | 30 novembre 2005 | Mt. Lemmon Survey |
| 402452 - | 2006 BJ64                | 22 gennaio 2006  | Mt. Lemmon Survey |
| 402453 - | 2006 BA87                | 25 gennaio 2006  | Spacewatch        |
| 402454 - | 2006 BS87                | 25 gennaio 2006  | Spacewatch        |
| 402455 - | 2006 BQ88                | 6 dicembre 2005  | Mt. Lemmon Survey |
| 402456 - | 2006 BM90                | 25 gennaio 2006  | Spacewatch        |
| 402457 - | 2006 BE94                | 26 gennaio 2006  | Spacewatch        |
| 402458 - | 2006 BD95                | 26 gennaio 2006  | Spacewatch        |
| 402459 - | 2006 BV97                | 27 gennaio 2006  | Spacewatch        |
| 402460 - | 2006 BL98                | 7 gennaio 2006   | Mt. Lemmon Survey |
| 402461 - | 2006 BO110               | 25 gennaio 2006  | Spacewatch        |
| 402462 - | 2006 BV112               | 25 gennaio 2006  | Spacewatch        |
| 402463 - | 2006 BM149               | 23 gennaio 2006  | CSS               |
| 402464 - | 2006 BB153               | 25 gennaio 2006  | Spacewatch        |
| 402465 - | 2006 BU157               | 25 gennaio 2006  | Spacewatch        |
| 402466 - | 2006 BA159               | 26 gennaio 2006  | Spacewatch        |
| 402467 - | 2006 BW166               | 26 gennaio 2006  | Mt. Lemmon Survey |
| 402468 - | 2006 BK185               | 25 novembre 2005 | Mt. Lemmon Survey |
| 402469 - | 2006 BK186               | 28 gennaio 2006  | Mt. Lemmon Survey |
| 402470 - | 2006 BD198               | 30 gennaio 2006  | Spacewatch        |
| 402471 - | 2006 BM201               | 23 gennaio 2006  | Spacewatch        |
| 402472 - | 2006 BO201               | 31 gennaio 2006  | Spacewatch        |
| 402473 - | 2006 BK209               | 31 gennaio 2006  | Mt. Lemmon Survey |
| 402474 - | 2006 BS224               | 30 gennaio 2006  | Spacewatch        |
| 402475 - | 2006 BD240               | 31 gennaio 2006  | Spacewatch        |
| 402476 - | 2006 BR240               | 31 gennaio 2006  | Spacewatch        |
| 402477 - | 2006 BC243               | 31 gennaio 2006  | Spacewatch        |
| 402478 - | 2006 BS261               | 7 gennaio 2006   | Mt. Lemmon Survey |
| 402479 - | 2006 BW273               | 23 gennaio 2006  | Spacewatch        |
| 402480 - | 2006 BK274               | 26 gennaio 2006  | Spacewatch        |
| 402481 - | 2006 BR282               | 30 gennaio 2006  | Spacewatch        |
| 402482 - | 2006 CB2                 | 1º febbraio 2006 | Spacewatch        |
| 402483 - | 2006 CA14                | 1º febbraio 2006 | Spacewatch        |
| 402484 - | 2006 CY24                | 2 febbraio 2006  | Spacewatch        |
| 402485 - | 2006 CN29                | 2 febbraio 2006  | Spacewatch        |
| 402486 - | 2006 CA35                | 2 febbraio 2006  | Mt. Lemmon Survey |
| 402487 - | 2006 CD42                | 4 gennaio 2006   | Mt. Lemmon Survey |
| 402488 - | 2006 CA45                | 26 gennaio 2006  | CSS               |
| 402489 - | 2006 CQ45                | 10 gennaio 2006  | Mt. Lemmon Survey |
| 402490 - | 2006 CH47                | 25 gennaio 2006  | Spacewatch        |
| 402491 - | 2006 CR58                | 5 febbraio 2006  | Mt. Lemmon Survey |
| 402492 - | 2006 CT59                | 6 febbraio 2006  | Mt. Lemmon Survey |
| 402493 - | 2006 DS1                 | 20 febbraio 2006 | Spacewatch        |
| 402494 - | 2006 DZ7                 | 20 febbraio 2006 | Spacewatch        |
| 402495 - | 2006 DN9                 | 21 febbraio 2006 | CSS               |
| 402496 - | 2006 DW12                | 31 gennaio 2006  | Spacewatch        |
| 402497 - | 2006 DP16                | 20 febbraio 2006 | Spacewatch        |
| 402498 - | 2006 DC19                | 20 febbraio 2006 | Spacewatch        |
| 402499 - | 2006 DJ26                | 20 febbraio 2006 | Mt. Lemmon Survey |
| 402500 - | 2006 DU38                | 21 febbraio 2006 | Mt. Lemmon Survey |

## 402501-402600
| Nome     | Designazione provvisoria | Data di scoperta  | Scopritore           |
| -------- | ------------------------ | ----------------- | -------------------- |
| 402501 - | 2006 DC40                | 22 febbraio 2006  | LONEOS               |
| 402502 - | 2006 DP42                | 20 febbraio 2006  | Spacewatch           |
| 402503 - | 2006 DO45                | 30 gennaio 2006   | Spacewatch           |
| 402504 - | 2006 DK52                | 24 febbraio 2006  | Spacewatch           |
| 402505 - | 2006 DZ55                | 24 febbraio 2006  | Mt. Lemmon Survey    |
| 402506 - | 2006 DV79                | 7 febbraio 2006   | Mt. Lemmon Survey    |
| 402507 - | 2006 DN82                | 24 febbraio 2006  | Spacewatch           |
| 402508 - | 2006 DK89                | 24 febbraio 2006  | Spacewatch           |
| 402509 - | 2006 DY93                | 24 febbraio 2006  | Spacewatch           |
| 402510 - | 2006 DS98                | 25 febbraio 2006  | Spacewatch           |
| 402511 - | 2006 DE105               | 25 febbraio 2006  | Mt. Lemmon Survey    |
| 402512 - | 2006 DR107               | 25 febbraio 2006  | Spacewatch           |
| 402513 - | 2006 DN121               | 22 febbraio 2006  | LONEOS               |
| 402514 - | 2006 DQ123               | 24 febbraio 2006  | Mt. Lemmon Survey    |
| 402515 - | 2006 DT134               | 31 gennaio 2006   | Spacewatch           |
| 402516 - | 2006 DV138               | 2 febbraio 2006   | Mt. Lemmon Survey    |
| 402517 - | 2006 DA141               | 25 febbraio 2006  | Spacewatch           |
| 402518 - | 2006 DV157               | 27 febbraio 2006  | Spacewatch           |
| 402519 - | 2006 DG158               | 23 gennaio 2006   | Mt. Lemmon Survey    |
| 402520 - | 2006 DR161               | 27 febbraio 2006  | Mt. Lemmon Survey    |
| 402521 - | 2006 DV195               | 1º febbraio 2006  | Spacewatch           |
| 402522 - | 2006 DB205               | 4 febbraio 2006   | Spacewatch           |
| 402523 - | 2006 EF12                | 2 marzo 2006      | Spacewatch           |
| 402524 - | 2006 ES13                | 2 marzo 2006      | Spacewatch           |
| 402525 - | 2006 ER21                | 26 gennaio 2006   | Mt. Lemmon Survey    |
| 402526 - | 2006 EL24                | 3 marzo 2006      | Spacewatch           |
| 402527 - | 2006 EZ24                | 3 marzo 2006      | Spacewatch           |
| 402528 - | 2006 EC25                | 3 marzo 2006      | Spacewatch           |
| 402529 - | 2006 ES31                | 3 marzo 2006      | Spacewatch           |
| 402530 - | 2006 EW45                | 3 marzo 2006      | Spacewatch           |
| 402531 - | 2006 ET55                | 5 marzo 2006      | Spacewatch           |
| 402532 - | 2006 ER67                | 5 febbraio 2006   | Mt. Lemmon Survey    |
| 402533 - | 2006 EU74                | 2 marzo 2006      | Spacewatch           |
| 402534 - | 2006 FY10                | 23 marzo 2006     | Spacewatch           |
| 402535 - | 2006 FC24                | 24 marzo 2006     | Spacewatch           |
| 402536 - | 2006 FT42                | 26 marzo 2006     | Mt. Lemmon Survey    |
| 402537 - | 2006 FN43                | 20 febbraio 2006  | Mt. Lemmon Survey    |
| 402538 - | 2006 FP53                | 25 marzo 2006     | Spacewatch           |
| 402539 - | 2006 GE1                 | 31 gennaio 2006   | Mt. Lemmon Survey    |
| 402540 - | 2006 GD49                | 1º aprile 2006    | Siding Spring Survey |
| 402541 - | 2006 HY11                | 19 aprile 2006    | Spacewatch           |
| 402542 - | 2006 HS48                | 24 aprile 2006    | Spacewatch           |
| 402543 - | 2006 HP66                | 24 aprile 2006    | Spacewatch           |
| 402544 - | 2006 HH112               | 25 aprile 2006    | Mt. Lemmon Survey    |
| 402545 - | 2006 JN4                 | 2 maggio 2006     | Mt. Lemmon Survey    |
| 402546 - | 2006 JJ6                 | 2 maggio 2006     | Nyukasa              |
| 402547 - | 2006 JT9                 | 1º maggio 2006    | Spacewatch           |
| 402548 - | 2006 JX20                | 2 maggio 2006     | Spacewatch           |
| 402549 - | 2006 JV44                | 7 maggio 2006     | Mt. Lemmon Survey    |
| 402550 - | 2006 KE53                | 7 maggio 2006     | Mt. Lemmon Survey    |
| 402551 - | 2006 KN62                | 22 maggio 2006    | Spacewatch           |
| 402552 - | 2006 KQ91                | 25 maggio 2006    | Spacewatch           |
| 402553 - | 2006 KW94                | 25 maggio 2006    | Spacewatch           |
| 402554 - | 2006 KM108               | 31 maggio 2006    | Mt. Lemmon Survey    |
| 402555 - | 2006 MU5                 | 23 maggio 2006    | Mt. Lemmon Survey    |
| 402556 - | 2006 PX27                | 14 agosto 2006    | Siding Spring Survey |
| 402557 - | 2006 QU1                 | 17 agosto 2006    | NEAT                 |
| 402558 - | 2006 QD18                | 17 agosto 2006    | NEAT                 |
| 402559 - | 2006 QP19                | 17 agosto 2006    | NEAT                 |
| 402560 - | 2006 QR35                | 17 agosto 2006    | NEAT                 |
| 402561 - | 2006 QP54                | 17 agosto 2006    | NEAT                 |
| 402562 - | 2006 QO60                | 20 agosto 2006    | NEAT                 |
| 402563 - | 2006 QW61                | 22 agosto 2006    | NEAT                 |
| 402564 - | 2006 QA123               | 29 agosto 2006    | CSS                  |
| 402565 - | 2006 RV4                 | 12 settembre 2006 | CSS                  |
| 402566 - | 2006 RK7                 | 11 settembre 2006 | CSS                  |
| 402567 - | 2006 RB11                | 12 settembre 2006 | CSS                  |
| 402568 - | 2006 RN25                | 14 settembre 2006 | Spacewatch           |
| 402569 - | 2006 RG26                | 14 settembre 2006 | CSS                  |
| 402570 - | 2006 RV33                | 12 settembre 2006 | CSS                  |
| 402571 - | 2006 RK35                | 14 settembre 2006 | CSS                  |
| 402572 - | 2006 RB47                | 14 settembre 2006 | Spacewatch           |
| 402573 - | 2006 RB52                | 14 settembre 2006 | Spacewatch           |
| 402574 - | 2006 RC53                | 14 settembre 2006 | Spacewatch           |
| 402575 - | 2006 RH53                | 14 settembre 2006 | Spacewatch           |
| 402576 - | 2006 RC54                | 14 settembre 2006 | Spacewatch           |
| 402577 - | 2006 RQ57                | 15 settembre 2006 | Spacewatch           |
| 402578 - | 2006 RX68                | 15 settembre 2006 | Spacewatch           |
| 402579 - | 2006 RO85                | 15 settembre 2006 | Spacewatch           |
| 402580 - | 2006 RA86                | 15 settembre 2006 | Spacewatch           |
| 402581 - | 2006 RX91                | 15 settembre 2006 | Spacewatch           |
| 402582 - | 2006 RF94                | 15 settembre 2006 | Spacewatch           |
| 402583 - | 2006 RG97                | 15 settembre 2006 | Spacewatch           |
| 402584 - | 2006 RJ100               | 14 settembre 2006 | CSS                  |
| 402585 - | 2006 RE102               | 15 settembre 2006 | Spacewatch           |
| 402586 - | 2006 SE22                | 17 settembre 2006 | CSS                  |
| 402587 - | 2006 SQ28                | 29 agosto 2006    | Spacewatch           |
| 402588 - | 2006 SY28                | 17 settembre 2006 | Spacewatch           |
| 402589 - | 2006 SQ43                | 16 settembre 2006 | CSS                  |
| 402590 - | 2006 SB52                | 18 settembre 2006 | CSS                  |
| 402591 - | 2006 SP77                | 23 settembre 2006 | Apitzsch, R.         |
| 402592 - | 2006 SC91                | 18 settembre 2006 | Spacewatch           |
| 402593 - | 2006 SN92                | 18 settembre 2006 | Spacewatch           |
| 402594 - | 2006 SO96                | 18 settembre 2006 | Spacewatch           |
| 402595 - | 2006 SV97                | 18 settembre 2006 | Spacewatch           |
| 402596 - | 2006 SN105               | 19 settembre 2006 | Spacewatch           |
| 402597 - | 2006 SQ129               | 19 settembre 2006 | LONEOS               |
| 402598 - | 2006 SV146               | 19 settembre 2006 | Spacewatch           |
| 402599 - | 2006 SP150               | 19 settembre 2006 | Spacewatch           |
| 402600 - | 2006 SV151               | 19 settembre 2006 | Spacewatch           |

## 402601-402700
| Nome     | Designazione provvisoria | Data di scoperta  | Scopritore        |
| -------- | ------------------------ | ----------------- | ----------------- |
| 402601 - | 2006 SB154               | 20 settembre 2006 | LONEOS            |
| 402602 - | 2006 SK158               | 23 settembre 2006 | Spacewatch        |
| 402603 - | 2006 SU160               | 23 settembre 2006 | Spacewatch        |
| 402604 - | 2006 SG168               | 25 settembre 2006 | Spacewatch        |
| 402605 - | 2006 SU176               | 25 settembre 2006 | Spacewatch        |
| 402606 - | 2006 SC188               | 26 settembre 2006 | Spacewatch        |
| 402607 - | 2006 SJ188               | 26 settembre 2006 | Spacewatch        |
| 402608 - | 2006 SE214               | 27 settembre 2006 | Mt. Lemmon Survey |
| 402609 - | 2006 SB218               | 21 settembre 2006 | Apitzsch, R.      |
| 402610 - | 2006 SL236               | 26 settembre 2006 | Mt. Lemmon Survey |
| 402611 - | 2006 SD249               | 26 settembre 2006 | Spacewatch        |
| 402612 - | 2006 SY259               | 19 settembre 2006 | Spacewatch        |
| 402613 - | 2006 SN273               | 27 settembre 2006 | Mt. Lemmon Survey |
| 402614 - | 2006 SB280               | 29 settembre 2006 | LONEOS            |
| 402615 - | 2006 SC296               | 17 settembre 2006 | Spacewatch        |
| 402616 - | 2006 SV313               | 27 settembre 2006 | Spacewatch        |
| 402617 - | 2006 SA318               | 27 settembre 2006 | Spacewatch        |
| 402618 - | 2006 SL318               | 27 settembre 2006 | Spacewatch        |
| 402619 - | 2006 SC337               | 28 settembre 2006 | Spacewatch        |
| 402620 - | 2006 SJ346               | 28 settembre 2006 | Spacewatch        |
| 402621 - | 2006 SE363               | 30 settembre 2006 | CSS               |
| 402622 - | 2006 SK391               | 18 settembre 2006 | Spacewatch        |
| 402623 - | 2006 SW398               | 17 settembre 2006 | Spacewatch        |
| 402624 - | 2006 SK401               | 28 settembre 2006 | Mt. Lemmon Survey |
| 402625 - | 2006 TO17                | 11 ottobre 2006   | Spacewatch        |
| 402626 - | 2006 TT18                | 11 ottobre 2006   | Spacewatch        |
| 402627 - | 2006 TK32                | 12 ottobre 2006   | Spacewatch        |
| 402628 - | 2006 TC41                | 12 ottobre 2006   | Spacewatch        |
| 402629 - | 2006 TH43                | 25 settembre 2006 | Mt. Lemmon Survey |
| 402630 - | 2006 TW44                | 12 ottobre 2006   | Spacewatch        |
| 402631 - | 2006 TB50                | 12 ottobre 2006   | NEAT              |
| 402632 - | 2006 TL50                | 25 settembre 2006 | Mt. Lemmon Survey |
| 402633 - | 2006 TH59                | 13 ottobre 2006   | Spacewatch        |
| 402634 - | 2006 TD60                | 13 ottobre 2006   | Spacewatch        |
| 402635 - | 2006 TQ78                | 12 ottobre 2006   | Spacewatch        |
| 402636 - | 2006 TS99                | 15 ottobre 2006   | Spacewatch        |
| 402637 - | 2006 TC105               | 30 settembre 2006 | Mt. Lemmon Survey |
| 402638 - | 2006 TQ113               | 1º ottobre 2006   | Becker, A. C.     |
| 402639 - | 2006 TD118               | 3 ottobre 2006    | Becker, A. C.     |
| 402640 - | 2006 TF118               | 3 ottobre 2006    | Becker, A. C.     |
| 402641 - | 2006 TV119               | 11 ottobre 2006   | Becker, A. C.     |
| 402642 - | 2006 TR124               | 3 ottobre 2006    | Mt. Lemmon Survey |
| 402643 - | 2006 TD127               | 4 ottobre 2006    | Mt. Lemmon Survey |
| 402644 - | 2006 TJ127               | 4 ottobre 2006    | Mt. Lemmon Survey |
| 402645 - | 2006 US6                 | 16 ottobre 2006   | CSS               |
| 402646 - | 2006 UN12                | 17 ottobre 2006   | Mt. Lemmon Survey |
| 402647 - | 2006 UJ17                | 19 ottobre 2006   | Molnar, L. A.     |
| 402648 - | 2006 UO24                | 25 settembre 2006 | Spacewatch        |
| 402649 - | 2006 UR39                | 16 ottobre 2006   | Spacewatch        |
| 402650 - | 2006 UL46                | 16 ottobre 2006   | Spacewatch        |
| 402651 - | 2006 UE55                | 17 ottobre 2006   | Spacewatch        |
| 402652 - | 2006 UG71                | 16 ottobre 2006   | Spacewatch        |
| 402653 - | 2006 UU77                | 28 settembre 2006 | Mt. Lemmon Survey |
| 402654 - | 2006 UA83                | 17 ottobre 2006   | Spacewatch        |
| 402655 - | 2006 UQ86                | 17 ottobre 2006   | Mt. Lemmon Survey |
| 402656 - | 2006 UC87                | 17 ottobre 2006   | Mt. Lemmon Survey |
| 402657 - | 2006 UK94                | 18 ottobre 2006   | Spacewatch        |
| 402658 - | 2006 UR96                | 2 ottobre 2006    | Mt. Lemmon Survey |
| 402659 - | 2006 UC99                | 18 ottobre 2006   | Spacewatch        |
| 402660 - | 2006 UH104               | 18 ottobre 2006   | Spacewatch        |
| 402661 - | 2006 US119               | 19 ottobre 2006   | Spacewatch        |
| 402662 - | 2006 UH154               | 21 ottobre 2006   | CSS               |
| 402663 - | 2006 UK164               | 21 ottobre 2006   | Mt. Lemmon Survey |
| 402664 - | 2006 UU171               | 21 ottobre 2006   | Mt. Lemmon Survey |
| 402665 - | 2006 UZ177               | 16 ottobre 2006   | CSS               |
| 402666 - | 2006 UL192               | 19 ottobre 2006   | CSS               |
| 402667 - | 2006 UB193               | 19 ottobre 2006   | NEAT              |
| 402668 - | 2006 UJ199               | 20 ottobre 2006   | Spacewatch        |
| 402669 - | 2006 UM212               | 23 ottobre 2006   | Spacewatch        |
| 402670 - | 2006 UX221               | 17 ottobre 2006   | CSS               |
| 402671 - | 2006 UN238               | 23 ottobre 2006   | NEAT              |
| 402672 - | 2006 UK241               | 23 ottobre 2006   | CSS               |
| 402673 - | 2006 UQ265               | 27 ottobre 2006   | CSS               |
| 402674 - | 2006 UJ273               | 27 ottobre 2006   | Spacewatch        |
| 402675 - | 2006 UV279               | 28 ottobre 2006   | Mt. Lemmon Survey |
| 402676 - | 2006 UN282               | 20 ottobre 2006   | Spacewatch        |
| 402677 - | 2006 UV285               | 28 ottobre 2006   | Spacewatch        |
| 402678 - | 2006 UF286               | 28 ottobre 2006   | Spacewatch        |
| 402679 - | 2006 UH335               | 16 ottobre 2006   | Spacewatch        |
| 402680 - | 2006 UE336               | 20 ottobre 2006   | Spacewatch        |
| 402681 - | 2006 UM336               | 21 ottobre 2006   | CSS               |
| 402682 - | 2006 UD338               | 23 ottobre 2006   | Mt. Lemmon Survey |
| 402683 - | 2006 UF346               | 19 ottobre 2006   | CSS               |
| 402684 - | 2006 UH361               | 19 ottobre 2006   | CSS               |
| 402685 - | 2006 VH2                 | 9 novembre 2006   | Dax               |
| 402686 - | 2006 VO10                | 11 novembre 2006  | CSS               |
| 402687 - | 2006 VO11                | 11 novembre 2006  | Mt. Lemmon Survey |
| 402688 - | 2006 VW22                | 10 novembre 2006  | Spacewatch        |
| 402689 - | 2006 VA27                | 27 ottobre 2006   | Mt. Lemmon Survey |
| 402690 - | 2006 VB37                | 11 novembre 2006  | CSS               |
| 402691 - | 2006 VS40                | 12 novembre 2006  | Mt. Lemmon Survey |
| 402692 - | 2006 VN46                | 31 ottobre 2006   | Mt. Lemmon Survey |
| 402693 - | 2006 VQ48                | 10 novembre 2006  | LINEAR            |
| 402694 - | 2006 VG51                | 10 novembre 2006  | Spacewatch        |
| 402695 - | 2006 VU52                | 11 novembre 2006  | Spacewatch        |
| 402696 - | 2006 VU64                | 28 settembre 2006 | Mt. Lemmon Survey |
| 402697 - | 2006 VB65                | 28 ottobre 2006   | Mt. Lemmon Survey |
| 402698 - | 2006 VC65                | 11 novembre 2006  | Spacewatch        |
| 402699 - | 2006 VD68                | 11 novembre 2006  | Spacewatch        |
| 402700 - | 2006 VY81                | 13 novembre 2006  | Spacewatch        |

## 402701-402800
| Nome     | Designazione provvisoria | Data di scoperta  | Scopritore                                          |
| -------- | ------------------------ | ----------------- | --------------------------------------------------- |
| 402701 - | 2006 VK87                | 14 novembre 2006  | CSS                                                 |
| 402702 - | 2006 VB90                | 27 settembre 2006 | Mt. Lemmon Survey                                   |
| 402703 - | 2006 VO98                | 11 novembre 2006  | CSS                                                 |
| 402704 - | 2006 VH104               | 13 novembre 2006  | CSS                                                 |
| 402705 - | 2006 VD110               | 13 novembre 2006  | Spacewatch                                          |
| 402706 - | 2006 VT112               | 13 novembre 2006  | Spacewatch                                          |
| 402707 - | 2006 VG121               | 2 novembre 2006   | CSS                                                 |
| 402708 - | 2006 VG128               | 15 novembre 2006  | Spacewatch                                          |
| 402709 - | 2006 VW129               | 27 settembre 2006 | Mt. Lemmon Survey                                   |
| 402710 - | 2006 VF147               | 15 novembre 2006  | Mt. Lemmon Survey                                   |
| 402711 - | 2006 VG149               | 19 settembre 2006 | CSS                                                 |
| 402712 - | 2006 VO150               | 9 novembre 2006   | NEAT                                                |
| 402713 - | 2006 VO156               | 13 novembre 2006  | Sloan Digital Sky Survey Linked Object Catalog team |
| 402714 - | 2006 WH7                 | 16 novembre 2006  | Spacewatch                                          |
| 402715 - | 2006 WF12                | 16 novembre 2006  | Mt. Lemmon Survey                                   |
| 402716 - | 2006 WW17                | 1º novembre 2006  | Mt. Lemmon Survey                                   |
| 402717 - | 2006 WQ20                | 17 novembre 2006  | Mt. Lemmon Survey                                   |
| 402718 - | 2006 WT33                | 30 settembre 2006 | Mt. Lemmon Survey                                   |
| 402719 - | 2006 WO36                | 16 novembre 2006  | Spacewatch                                          |
| 402720 - | 2006 WK42                | 16 novembre 2006  | Spacewatch                                          |
| 402721 - | 2006 WP48                | 16 novembre 2006  | Spacewatch                                          |
| 402722 - | 2006 WY55                | 16 novembre 2006  | Mt. Lemmon Survey                                   |
| 402723 - | 2006 WR56                | 16 novembre 2006  | Spacewatch                                          |
| 402724 - | 2006 WR67                | 17 novembre 2006  | Spacewatch                                          |
| 402725 - | 2006 WN70                | 31 ottobre 2006   | Mt. Lemmon Survey                                   |
| 402726 - | 2006 WR86                | 18 novembre 2006  | LINEAR                                              |
| 402727 - | 2006 WS110               | 11 novembre 2006  | Spacewatch                                          |
| 402728 - | 2006 WO123               | 21 novembre 2006  | Mt. Lemmon Survey                                   |
| 402729 - | 2006 WE125               | 22 novembre 2006  | Spacewatch                                          |
| 402730 - | 2006 WE133               | 18 novembre 2006  | Spacewatch                                          |
| 402731 - | 2006 WS137               | 19 novembre 2006  | Spacewatch                                          |
| 402732 - | 2006 WY154               | 22 novembre 2006  | Spacewatch                                          |
| 402733 - | 2006 WJ158               | 22 novembre 2006  | Spacewatch                                          |
| 402734 - | 2006 WR158               | 22 novembre 2006  | LINEAR                                              |
| 402735 - | 2006 WV163               | 23 ottobre 2006   | Mt. Lemmon Survey                                   |
| 402736 - | 2006 WN169               | 23 marzo 2004     | Spacewatch                                          |
| 402737 - | 2006 WX169               | 23 novembre 2006  | Spacewatch                                          |
| 402738 - | 2006 WH177               | 23 novembre 2006  | Mt. Lemmon Survey                                   |
| 402739 - | 2006 WH201               | 20 novembre 2006  | Spacewatch                                          |
| 402740 - | 2006 WX201               | 24 novembre 2006  | Mt. Lemmon Survey                                   |
| 402741 - | 2006 XL                  | 9 dicembre 2006   | Yeung, W. K. Y.                                     |
| 402742 - | 2006 XG6                 | 8 dicembre 2006   | NEAT                                                |
| 402743 - | 2006 XQ13                | 10 dicembre 2006  | Spacewatch                                          |
| 402744 - | 2006 XD16                | 10 dicembre 2006  | LONEOS                                              |
| 402745 - | 2006 XQ26                | 12 dicembre 2006  | CSS                                                 |
| 402746 - | 2006 XA32                | 9 dicembre 2006   | Spacewatch                                          |
| 402747 - | 2006 XF32                | 9 dicembre 2006   | Spacewatch                                          |
| 402748 - | 2006 XA38                | 11 dicembre 2006  | Spacewatch                                          |
| 402749 - | 2006 XZ46                | 13 dicembre 2006  | CSS                                                 |
| 402750 - | 2006 XL73                | 15 dicembre 2006  | Spacewatch                                          |
| 402751 - | 2006 YW11                | 18 dicembre 2006  | Nyukasa                                             |
| 402752 - | 2006 YM12                | 14 dicembre 2006  | Mt. Lemmon Survey                                   |
| 402753 - | 2006 YQ14                | 25 dicembre 2006  | Healy, D.                                           |
| 402754 - | 2006 YW18                | 23 dicembre 2006  | Mt. Lemmon Survey                                   |
| 402755 - | 2006 YK21                | 21 dicembre 2006  | Spacewatch                                          |
| 402756 - | 2006 YC34                | 21 dicembre 2006  | Spacewatch                                          |
| 402757 - | 2006 YV48                | 25 dicembre 2006  | Spacewatch                                          |
| 402758 - | 2007 AT8                 | 10 gennaio 2007   | Nyukasa                                             |
| 402759 - | 2007 AK14                | 9 gennaio 2007    | Mt. Lemmon Survey                                   |
| 402760 - | 2007 AN17                | 14 dicembre 2006  | Mt. Lemmon Survey                                   |
| 402761 - | 2007 AL31                | 15 gennaio 2007   | CSS                                                 |
| 402762 - | 2007 BF14                | 17 gennaio 2007   | Spacewatch                                          |
| 402763 - | 2007 BO25                | 17 gennaio 2007   | Spacewatch                                          |
| 402764 - | 2007 BW29                | 24 gennaio 2007   | LINEAR                                              |
| 402765 - | 2007 BA33                | 20 dicembre 2006  | Mt. Lemmon Survey                                   |
| 402766 - | 2007 BL41                | 23 novembre 2006  | Mt. Lemmon Survey                                   |
| 402767 - | 2007 BF47                | 26 gennaio 2007   | Spacewatch                                          |
| 402768 - | 2007 BS49                | 24 settembre 2005 | Spacewatch                                          |
| 402769 - | 2007 BA52                | 24 gennaio 2007   | Spacewatch                                          |
| 402770 - | 2007 BS76                | 9 gennaio 2007    | Spacewatch                                          |
| 402771 - | 2007 BN77                | 17 gennaio 2007   | Spacewatch                                          |
| 402772 - | 2007 BL78                | 25 gennaio 2007   | Spacewatch                                          |
| 402773 - | 2007 BO78                | 25 gennaio 2007   | Spacewatch                                          |
| 402774 - | 2007 BK81                | 27 gennaio 2007   | Spacewatch                                          |
| 402775 - | 2007 CH3                 | 6 febbraio 2007   | Spacewatch                                          |
| 402776 - | 2007 CR4                 | 27 gennaio 2007   | Spacewatch                                          |
| 402777 - | 2007 CB15                | 27 gennaio 2007   | Mt. Lemmon Survey                                   |
| 402778 - | 2007 CD21                | 27 gennaio 2007   | Mt. Lemmon Survey                                   |
| 402779 - | 2007 CB30                | 6 febbraio 2007   | Mt. Lemmon Survey                                   |
| 402780 - | 2007 CR31                | 14 agosto 2004    | CINEOS                                              |
| 402781 - | 2007 CA35                | 6 febbraio 2007   | Mt. Lemmon Survey                                   |
| 402782 - | 2007 CH37                | 6 febbraio 2007   | Mt. Lemmon Survey                                   |
| 402783 - | 2007 CS47                | 27 gennaio 2007   | Mt. Lemmon Survey                                   |
| 402784 - | 2007 CD50                | 12 febbraio 2007  | Jarnac                                              |
| 402785 - | 2007 DZ2                 | 8 febbraio 2007   | Spacewatch                                          |
| 402786 - | 2007 DK5                 | 17 febbraio 2007  | Spacewatch                                          |
| 402787 - | 2007 DA18                | 17 febbraio 2007  | Spacewatch                                          |
| 402788 - | 2007 DO24                | 17 febbraio 2007  | Spacewatch                                          |
| 402789 - | 2007 DW29                | 17 febbraio 2007  | Spacewatch                                          |
| 402790 - | 2007 DE32                | 17 febbraio 2007  | Spacewatch                                          |
| 402791 - | 2007 DK32                | 17 febbraio 2007  | Spacewatch                                          |
| 402792 - | 2007 DV34                | 17 febbraio 2007  | Spacewatch                                          |
| 402793 - | 2007 DO40                | 19 febbraio 2007  | Mt. Lemmon Survey                                   |
| 402794 - | 2007 DL50                | 10 gennaio 2007   | Mt. Lemmon Survey                                   |
| 402795 - | 2007 DO51                | 17 febbraio 2007  | Spacewatch                                          |
| 402796 - | 2007 DQ51                | 17 febbraio 2007  | Spacewatch                                          |
| 402797 - | 2007 DN54                | 21 febbraio 2007  | Spacewatch                                          |
| 402798 - | 2007 DJ61                | 19 febbraio 2007  | CSS                                                 |
| 402799 - | 2007 DZ61                | 27 dicembre 2006  | Mt. Lemmon Survey                                   |
| 402800 - | 2007 DY62                | 21 febbraio 2007  | Spacewatch                                          |

## 402801-402900
| Nome     | Designazione provvisoria | Data di scoperta  | Scopritore              |
| -------- | ------------------------ | ----------------- | ----------------------- |
| 402801 - | 2007 DD68                | 21 febbraio 2007  | Spacewatch              |
| 402802 - | 2007 DN68                | 21 febbraio 2007  | Spacewatch              |
| 402803 - | 2007 DD72                | 21 febbraio 2007  | Spacewatch              |
| 402804 - | 2007 DJ72                | 21 febbraio 2007  | Spacewatch              |
| 402805 - | 2007 DS73                | 21 febbraio 2007  | Spacewatch              |
| 402806 - | 2007 DS76                | 22 febbraio 2007  | LONEOS                  |
| 402807 - | 2007 DQ84                | 27 gennaio 2007   | Mt. Lemmon Survey       |
| 402808 - | 2007 DD89                | 28 gennaio 2007   | Mt. Lemmon Survey       |
| 402809 - | 2007 DG91                | 23 febbraio 2007  | Mt. Lemmon Survey       |
| 402810 - | 2007 DO98                | 28 gennaio 2007   | Mt. Lemmon Survey       |
| 402811 - | 2007 DE109               | 17 febbraio 2007  | Spacewatch              |
| 402812 - | 2007 DP114               | 26 febbraio 2007  | Mt. Lemmon Survey       |
| 402813 - | 2007 DL117               | 25 febbraio 2007  | Mt. Lemmon Survey       |
| 402814 - | 2007 EW1                 | 9 marzo 2007      | Spacewatch              |
| 402815 - | 2007 EL33                | 22 febbraio 2007  | Spacewatch              |
| 402816 - | 2007 EJ47                | 9 marzo 2007      | Spacewatch              |
| 402817 - | 2007 EZ62                | 10 marzo 2007     | Spacewatch              |
| 402818 - | 2007 EJ63                | 10 marzo 2007     | Spacewatch              |
| 402819 - | 2007 EJ72                | 25 febbraio 2007  | Mt. Lemmon Survey       |
| 402820 - | 2007 EX98                | 26 febbraio 2007  | Mt. Lemmon Survey       |
| 402821 - | 2007 EK115               | 13 marzo 2007     | Mt. Lemmon Survey       |
| 402822 - | 2007 EL133               | 9 marzo 2007      | Mt. Lemmon Survey       |
| 402823 - | 2007 EF146               | 26 febbraio 2007  | Mt. Lemmon Survey       |
| 402824 - | 2007 EL156               | 12 marzo 2007     | Spacewatch              |
| 402825 - | 2007 EV160               | 26 dicembre 2006  | Spacewatch              |
| 402826 - | 2007 EJ186               | 27 febbraio 2007  | Spacewatch              |
| 402827 - | 2007 EW215               | 24 novembre 2006  | Mt. Lemmon Survey       |
| 402828 - | 2007 EJ220               | 13 marzo 2007     | Mt. Lemmon Survey       |
| 402829 - | 2007 FP10                | 7 gennaio 2006    | Mt. Lemmon Survey       |
| 402830 - | 2007 FJ21                | 20 marzo 2007     | Mt. Lemmon Survey       |
| 402831 - | 2007 FM30                | 13 marzo 2007     | Spacewatch              |
| 402832 - | 2007 FJ39                | 16 marzo 2007     | Mt. Lemmon Survey       |
| 402833 - | 2007 FB45                | 16 marzo 2007     | Mt. Lemmon Survey       |
| 402834 - | 2007 GQ11                | 11 marzo 2007     | Spacewatch              |
| 402835 - | 2007 GX27                | 26 marzo 2007     | CSS                     |
| 402836 - | 2007 GW31                | 15 aprile 2007    | CSS                     |
| 402837 - | 2007 HM12                | 26 marzo 2007     | Spacewatch              |
| 402838 - | 2007 HY24                | 18 aprile 2007    | Spacewatch              |
| 402839 - | 2007 HR72                | 14 marzo 2007     | Spacewatch              |
| 402840 - | 2007 HV95                | 26 marzo 2007     | Mt. Lemmon Survey       |
| 402841 - | 2007 LE1                 | 25 aprile 2007    | Mt. Lemmon Survey       |
| 402842 - | 2007 MX6                 | 18 giugno 2007    | Spacewatch              |
| 402843 - | 2007 PX                  | 4 agosto 2007     | Broughton, J.           |
| 402844 - | 2007 PY21                | 9 agosto 2007     | LINEAR                  |
| 402845 - | 2007 PE46                | 9 agosto 2007     | Spacewatch              |
| 402846 - | 2007 PU50                | 8 agosto 2007     | LINEAR                  |
| 402847 - | 2007 QQ7                 | 21 agosto 2007    | LONEOS                  |
| 402848 - | 2007 QU7                 | 21 agosto 2007    | LONEOS                  |
| 402849 - | 2007 QT14                | 24 agosto 2007    | Spacewatch              |
| 402850 - | 2007 QV16                | 22 agosto 2007    | LONEOS                  |
| 402851 - | 2007 RE11                | 5 settembre 2007  | Sarneczky, K., Kiss, L. |
| 402852 - | 2007 RE12                | 9 settembre 2007  | Ory, M.                 |
| 402853 - | 2007 RE18                | 12 settembre 2007 | Teamo, N., Pelle, J. C. |
| 402854 - | 2007 RD36                | 8 settembre 2007  | LONEOS                  |
| 402855 - | 2007 RY46                | 9 settembre 2007  | Spacewatch              |
| 402856 - | 2007 RM83                | 10 settembre 2007 | Mt. Lemmon Survey       |
| 402857 - | 2007 RT91                | 10 settembre 2007 | Mt. Lemmon Survey       |
| 402858 - | 2007 RW91                | 10 settembre 2007 | Mt. Lemmon Survey       |
| 402859 - | 2007 RQ93                | 10 settembre 2007 | Spacewatch              |
| 402860 - | 2007 RP94                | 10 settembre 2007 | Spacewatch              |
| 402861 - | 2007 RP96                | 10 settembre 2007 | Spacewatch              |
| 402862 - | 2007 RR105               | 11 settembre 2007 | CSS                     |
| 402863 - | 2007 RW126               | 12 settembre 2007 | Mt. Lemmon Survey       |
| 402864 - | 2007 RM136               | 14 settembre 2007 | Mt. Lemmon Survey       |
| 402865 - | 2007 RN145               | 14 settembre 2007 | LINEAR                  |
| 402866 - | 2007 RF149               | 12 settembre 2007 | LONEOS                  |
| 402867 - | 2007 RT149               | 12 settembre 2007 | CSS                     |
| 402868 - | 2007 RV181               | 11 settembre 2007 | Mt. Lemmon Survey       |
| 402869 - | 2007 RY194               | 12 settembre 2007 | Spacewatch              |
| 402870 - | 2007 RM204               | 9 settembre 2007  | Spacewatch              |
| 402871 - | 2007 RF205               | 9 settembre 2007  | Spacewatch              |
| 402872 - | 2007 RA206               | 10 settembre 2007 | Mt. Lemmon Survey       |
| 402873 - | 2007 RS212               | 12 settembre 2007 | CSS                     |
| 402874 - | 2007 RB223               | 11 settembre 2007 | Mt. Lemmon Survey       |
| 402875 - | 2007 RQ223               | 8 settembre 2007  | Mt. Lemmon Survey       |
| 402876 - | 2007 RN229               | 11 settembre 2007 | Mt. Lemmon Survey       |
| 402877 - | 2007 RS239               | 14 settembre 2007 | CSS                     |
| 402878 - | 2007 RN248               | 8 marzo 1995      | Spacewatch              |
| 402879 - | 2007 RV259               | 14 settembre 2007 | Spacewatch              |
| 402880 - | 2007 RM261               | 14 settembre 2007 | Spacewatch              |
| 402881 - | 2007 RV268               | 15 settembre 2007 | Spacewatch              |
| 402882 - | 2007 RA297               | 9 settembre 2007  | Spacewatch              |
| 402883 - | 2007 RC299               | 13 settembre 2007 | Mt. Lemmon Survey       |
| 402884 - | 2007 RE302               | 12 settembre 2007 | Mt. Lemmon Survey       |
| 402885 - | 2007 RQ312               | 13 settembre 2007 | Mt. Lemmon Survey       |
| 402886 - | 2007 RD320               | 13 settembre 2007 | Mt. Lemmon Survey       |
| 402887 - | 2007 RW320               | 8 settembre 2007  | LONEOS                  |
| 402888 - | 2007 RT322               | 13 settembre 2007 | CSS                     |
| 402889 - | 2007 RJ324               | 15 settembre 2007 | Mt. Lemmon Survey       |
| 402890 - | 2007 SR2                 | 19 settembre 2007 | Chante-Perdrix          |
| 402891 - | 2007 SF3                 | 11 settembre 2007 | PMO NEO Survey Program  |
| 402892 - | 2007 SG3                 | 16 settembre 2007 | LINEAR                  |
| 402893 - | 2007 SQ9                 | 18 settembre 2007 | Spacewatch              |
| 402894 - | 2007 SC19                | 26 settembre 2007 | Mt. Lemmon Survey       |
| 402895 - | 2007 TD5                 | 20 settembre 2007 | CSS                     |
| 402896 - | 2007 TC10                | 6 ottobre 2007    | LINEAR                  |
| 402897 - | 2007 TW11                | 5 settembre 2007  | Mt. Lemmon Survey       |
| 402898 - | 2007 TJ12                | 6 ottobre 2007    | LINEAR                  |
| 402899 - | 2007 TE17                | 7 ottobre 2007    | Calvin College          |
| 402900 - | 2007 TL20                | 14 settembre 2007 | Mt. Lemmon Survey       |

## 402901-403000
| Nome           | Designazione provvisoria | Data di scoperta  | Scopritore        |
| -------------- | ------------------------ | ----------------- | ----------------- |
| 402901 -       | 2007 TF36                | 4 settembre 2007  | CSS               |
| 402902 -       | 2007 TG38                | 4 ottobre 2007    | CSS               |
| 402903 -       | 2007 TH38                | 4 ottobre 2007    | CSS               |
| 402904 -       | 2007 TY41                | 12 settembre 2007 | Mt. Lemmon Survey |
| 402905 -       | 2007 TU43                | 7 ottobre 2007    | Spacewatch        |
| 402906 -       | 2007 TU52                | 4 ottobre 2007    | Spacewatch        |
| 402907 -       | 2007 TF56                | 4 ottobre 2007    | Spacewatch        |
| 402908 -       | 2007 TW57                | 9 settembre 2007  | Mt. Lemmon Survey |
| 402909 -       | 2007 TL68                | 10 ottobre 2007   | Mt. Lemmon Survey |
| 402910 -       | 2007 TC72                | 14 ottobre 2007   | Bickel, W.        |
| 402911 -       | 2007 TB78                | 5 ottobre 2007    | Spacewatch        |
| 402912 -       | 2007 TG80                | 7 ottobre 2007    | CSS               |
| 402913 -       | 2007 TM97                | 8 ottobre 2007    | LONEOS            |
| 402914 -       | 2007 TB122               | 8 settembre 2007  | Mt. Lemmon Survey |
| 402915 -       | 2007 TW126               | 6 ottobre 2007    | Spacewatch        |
| 402916 -       | 2007 TE130               | 6 ottobre 2007    | Spacewatch        |
| 402917 -       | 2007 TV130               | 11 settembre 2007 | CSS               |
| 402918 -       | 2007 TD137               | 8 ottobre 2007    | Spacewatch        |
| 402919 -       | 2007 TK140               | 9 ottobre 2007    | Mt. Lemmon Survey |
| 402920 Tsawout | 2007 TH142               | 7 ottobre 2007    | Balam, D. D.      |
| 402921 -       | 2007 TD143               | 9 ottobre 2007    | Tucker, R. A.     |
| 402922 -       | 2007 TG150               | 9 ottobre 2007    | LINEAR            |
| 402923 -       | 2007 TX151               | 13 settembre 2007 | Spacewatch        |
| 402924 -       | 2007 TP156               | 5 settembre 2007  | Mt. Lemmon Survey |
| 402925 -       | 2007 TN157               | 20 settembre 2007 | CSS               |
| 402926 -       | 2007 TT162               | 11 ottobre 2007   | LINEAR            |
| 402927 -       | 2007 TS165               | 11 ottobre 2007   | LINEAR            |
| 402928 -       | 2007 TD172               | 13 ottobre 2007   | LINEAR            |
| 402929 -       | 2007 TU176               | 6 ottobre 2007    | Spacewatch        |
| 402930 -       | 2007 TJ181               | 8 ottobre 2007    | LONEOS            |
| 402931 -       | 2007 TJ213               | 7 ottobre 2007    | Spacewatch        |
| 402932 -       | 2007 TN213               | 7 ottobre 2007    | Spacewatch        |
| 402933 -       | 2007 TB214               | 7 ottobre 2007    | Spacewatch        |
| 402934 -       | 2007 TO223               | 10 ottobre 2007   | CSS               |
| 402935 -       | 2007 TH239               | 10 ottobre 2007   | Mt. Lemmon Survey |
| 402936 -       | 2007 TP243               | 12 settembre 2007 | CSS               |
| 402937 -       | 2007 TQ252               | 7 ottobre 2007    | Mt. Lemmon Survey |
| 402938 -       | 2007 TO260               | 10 ottobre 2007   | Spacewatch        |
| 402939 -       | 2007 TP262               | 10 ottobre 2007   | Spacewatch        |
| 402940 -       | 2007 TK266               | 12 ottobre 2007   | Spacewatch        |
| 402941 -       | 2007 TA275               | 11 ottobre 2007   | CSS               |
| 402942 -       | 2007 TT311               | 11 ottobre 2007   | Mt. Lemmon Survey |
| 402943 -       | 2007 TZ322               | 11 ottobre 2007   | CSS               |
| 402944 -       | 2007 TT331               | 11 ottobre 2007   | Spacewatch        |
| 402945 -       | 2007 TB333               | 11 ottobre 2007   | Spacewatch        |
| 402946 -       | 2007 TN348               | 9 agosto 2007     | LINEAR            |
| 402947 -       | 2007 TS355               | 11 ottobre 2007   | CSS               |
| 402948 -       | 2007 TT362               | 14 ottobre 2007   | Mt. Lemmon Survey |
| 402949 -       | 2007 TL364               | 15 ottobre 2007   | Mt. Lemmon Survey |
| 402950 -       | 2007 TV366               | 9 ottobre 2007    | Spacewatch        |
| 402951 -       | 2007 TK369               | 7 ottobre 2007    | Spacewatch        |
| 402952 -       | 2007 TD376               | 15 ottobre 2007   | Spacewatch        |
| 402953 -       | 2007 TL378               | 12 ottobre 2007   | Mt. Lemmon Survey |
| 402954 -       | 2007 TV385               | 15 ottobre 2007   | CSS               |
| 402955 -       | 2007 TN386               | 15 ottobre 2007   | CSS               |
| 402956 -       | 2007 TP388               | 13 ottobre 2007   | Mt. Lemmon Survey |
| 402957 -       | 2007 TJ400               | 13 ottobre 2007   | CSS               |
| 402958 -       | 2007 TG406               | 15 ottobre 2007   | CSS               |
| 402959 -       | 2007 TU406               | 15 ottobre 2007   | CSS               |
| 402960 -       | 2007 TT433               | 12 ottobre 2007   | CSS               |
| 402961 -       | 2007 TY435               | 14 ottobre 2007   | Mt. Lemmon Survey |
| 402962 -       | 2007 TM439               | 4 ottobre 2007    | Spacewatch        |
| 402963 -       | 2007 TR447               | 13 ottobre 2007   | LINEAR            |
| 402964 -       | 2007 UP3                 | 17 ottobre 2007   | Andrushivka       |
| 402965 -       | 2007 UT4                 | 17 ottobre 2007   | Chante-Perdrix    |
| 402966 -       | 2007 UE9                 | 17 ottobre 2007   | LONEOS            |
| 402967 -       | 2007 UG18                | 10 ottobre 2007   | CSS               |
| 402968 -       | 2007 UT29                | 25 settembre 2007 | Mt. Lemmon Survey |
| 402969 -       | 2007 UY47                | 20 ottobre 2007   | Mt. Lemmon Survey |
| 402970 -       | 2007 UB49                | 21 ottobre 2007   | Spacewatch        |
| 402971 -       | 2007 UG56                | 30 ottobre 2007   | Mt. Lemmon Survey |
| 402972 -       | 2007 UZ59                | 30 ottobre 2007   | Mt. Lemmon Survey |
| 402973 -       | 2007 UB96                | 20 ottobre 2007   | CSS               |
| 402974 -       | 2007 UT96                | 30 ottobre 2007   | Spacewatch        |
| 402975 -       | 2007 UX114               | 31 ottobre 2007   | Spacewatch        |
| 402976 -       | 2007 UM132               | 20 ottobre 2007   | CSS               |
| 402977 -       | 2007 UD136               | 30 ottobre 2007   | CSS               |
| 402978 -       | 2007 UT138               | 20 ottobre 2007   | Mt. Lemmon Survey |
| 402979 -       | 2007 US140               | 20 ottobre 2007   | LINEAR            |
| 402980 -       | 2007 UZ141               | 24 ottobre 2007   | Mt. Lemmon Survey |
| 402981 -       | 2007 VF12                | 4 novembre 2007   | OAM               |
| 402982 -       | 2007 VV14                | 1º novembre 2007  | Spacewatch        |
| 402983 -       | 2007 VP40                | 10 ottobre 2007   | Mt. Lemmon Survey |
| 402984 -       | 2007 VZ58                | 1º novembre 2007  | Spacewatch        |
| 402985 -       | 2007 VN73                | 2 novembre 2007   | Spacewatch        |
| 402986 -       | 2007 VJ80                | 3 novembre 2007   | Spacewatch        |
| 402987 -       | 2007 VX85                | 10 ottobre 2007   | LONEOS            |
| 402988 -       | 2007 VX87                | 26 settembre 2007 | Mt. Lemmon Survey |
| 402989 -       | 2007 VF89                | 4 novembre 2007   | LINEAR            |
| 402990 -       | 2007 VJ100               | 2 novembre 2007   | Spacewatch        |
| 402991 -       | 2007 VJ151               | 7 novembre 2007   | Spacewatch        |
| 402992 -       | 2007 VQ153               | 5 ottobre 2007    | Spacewatch        |
| 402993 -       | 2007 VB162               | 16 ottobre 2007   | Mt. Lemmon Survey |
| 402994 -       | 2007 VU166               | 5 novembre 2007   | Spacewatch        |
| 402995 -       | 2007 VC199               | 9 novembre 2007   | Mt. Lemmon Survey |
| 402996 -       | 2007 VD228               | 2 novembre 2007   | Spacewatch        |
| 402997 -       | 2007 VO232               | 7 novembre 2007   | Spacewatch        |
| 402998 -       | 2007 VQ243               | 11 novembre 2007  | BATTeRS           |
| 402999 -       | 2007 VJ264               | 13 novembre 2007  | Spacewatch        |
| 403000 -       | 2007 VJ265               | 3 novembre 2007   | Spacewatch        |